# Прогресивнолиберална партия
Прогресивнолибералната партия е българска политическа партия, съществувала от средата на 1880-те до 1920-те години. Тя се ползва с името на най-проруската в политическия спектър. С нея са свързани вестниците „Съгласие“ и „България“.

## История
В основата на бъдещата Прогресивнолиберална партия е умереното крило на Либералната партия, начело с Драган Цанков, което през 1883 г. сформира коалиционно правителство с представители на Консервативната партия и се съгласява на изменения на Търновската конституция. Напрежението между двете крила в партията нараства и през 1884 г. цанковистите окончателно се отделят от Либералната партия.
През 1899 г. към Цанковистката партия се присъединява и група, начело с Константин Величков, напуснала Народната партия. В края на същата година е прието името Прогресивнолиберална партия. В началото на 20 век тя все повече се сближава с Народната партия и през 1920 г. двете партии се обединяват в Обединена народно-прогресивна партия. През 1923 г. тя се влива в Демократическия сговор.

## Участия в избори

### Парламентарни
| година          | избори                  | гласове | %     | резултат  |
| --------------- | ----------------------- | ------- | ----- | --------- |
| 1894            | Народно събрание        | –       | –     | 8 / 167   |
| 1899            | Народно събрание        | 54 400  | 15,9% | 8 / 169   |
| 1901            | Народно събрание        | 58 860  | 20,1% | 40 / 164  |
| 1902            | Народно събрание        | 121 737 | 30,1% | 89 / 189  |
| 1903            | Народно събрание        | –       | –     | 6 / 169   |
| 1908            | Народно събрание        | 29 881  | 6,4%  | 3 / 203   |
| юни 1911*       | Велико Народно събрание | 291 770 | 52,4% | 342 / 414 |
| септември 1911* | Народно събрание        | 273 223 | 54,2% | 190 / 212 |
| 1913            | Народно събрание        | 11 863  | 2,2%  | 1 / 204   |
| 1914            | Народно събрание        | 23 307  | 3,0%  | 2 / 245   |
| 1919            | Народно събрание        | 37 178  | 5,8%  | 8 / 237   |
| 1920            | Народно събрание        | 46 478  | 5,1%  | 8 / 232   |

- На изборите през 1911 г. е в коалиция с Народната партия.

## Участия в правителства
Второ правителство на Драган Цанков (19 септември 1883 – 12 януари 1884) – коалиция с представители на Консервативната партия
- Министерство на външните работи и изповеданията – Марко Балабанов
- Министерство на вътрешните работи – Драган Цанков
- Министерство на народното просвещение – Димитър Моллов
- Министерство на обществените сгради, земеделието и търговията – Драган Цанков, Тодор Икономов

Трето правителство на Драган Цанков (12 януари 1884 – 11 юли 1884) – самостоятелно
- Министерство на външните работи и изповеданията – Марко Балабанов
- Министерство на вътрешните работи – Драган Цанков
- Министерство на народното просвещение – Димитър Моллов
- Министерство на финансите – Михаил Сарафов
- Министерство на правосъдието – Константин Поменов
- Министерство на обществените сгради, земеделието и търговията – Тодор Икономов

Второ правителство на Климент Търновски (21 август 1886 – 24 август 1886) – временно
- Министерство на вътрешните работи – Драган Цанков

Четвърто правителство на Петко Каравелов (4 март 1901 – 3 януари 1902) – коалиция с Демократическа партия
- Министерство на външните работи и изповеданията – Стоян Данев
- Министерство на вътрешните работи – Михаил Сарафов
- министерство на правосъдието – Александър Радев
- Министерство на търговията и земеделието – Александър Людсканов

Първо правителство на Стоян Данев (3 януари 1902 – 15 ноември 1902) – самостоятелно
- Министерство на външните работи и изповеданията – Стоян Данев
- Министерство на вътрешните работи – Михаил Сарафов, Александър Людсканов
- Министерство на народното просвещение – Васил Кънчов, Стоян Данев, Христо Тодоров
- Министерство на финансите – Михаил Сарафов
- Министерство на правосъдието – Александър Радев
- Министерство на търговията и земеделието – Александър Людсканов, Петър Абрашев
- Министерство на обществените сгради, пътищата и съобщенията – Александър Людсканов, Никола Константинов

Второ правителство на Стоян Данев (15 ноември 1902 – 31 март 1903) – самостоятелно
- Министерство на външните работи и изповеданията – Стоян Данев
- Министерство на вътрешните работи – Александър Людсканов
- Министерство на народното просвещение – Александър Радев
- Министерство на финансите – Михаил Сарафов
- Министерство на правосъдието – Христо Тодоров
- Министерство на търговията и земеделието – Петър Абрашев
- Министерство на обществените сгради, пътищата и съобщенията – Димитър Попов

Трето правителство на Стоян Данев (31 март 1903 – 18 май 1903) – самостоятелно
- Министерство на външните работи и изповеданията – Стоян Данев
- Министерство на вътрешните работи – Александър Людсканов
- Министерство на народното просвещение – Александър Радев
- Министерство на финансите – Михаил Сарафов
- Министерство на правосъдието – Христо Тодоров
- Министерство на търговията и земеделието – Петър Абрашев
- Министерство на обществените сгради, пътищата и съобщенията – Димитър Попов

Правителство на Иван Евстатиев Гешов (29 март 1911 – 14 юни 1913) – коалиция с Народна партия
- Министерство на вътрешните работи – Александър Людсканов
- Министерство на правосъдието – Петър Абрашев
- Министерство на търговията и земеделието – Димитър Христов
- Министерство на обществените сгради, пътищата и съобщенията – Антон Франгя
- Министерство на търговията, промишлеността и труда – Димитър Христов, Христо Тодоров
- Министерство на земеделието и държавните имоти – Димитър Христов
- Министерство на железниците, пощите и телеграфите – Антон Франгя

Четвърто правителство на Стоян Данев (14 юни 1913 – 17 юли 1913) – коалиция с Народна партия
- Министерство на външните работи и изповеданията – Стоян Данев
- Министерство на правосъдието – Петър Абрашев
- Министерство на земеделието и държавните имоти – Александър Людсканов
- Министерство на железниците, пощите и телеграфите – Димитър Христов

Първо правителство на Теодор Теодоров (28 ноември 1918 – 7 май 1919) – коалиция с Демократическа, Радикалдемократическа и Народна партия, БРСДП и БЗНС
- Министерство на финансите – Стоян Данев

Второ правителство на Теодор Теодоров (7 май 1919 – 6 октомври 1919) – коалиция с Радикалдемократическа и Народна партия, БРСДП и БЗНС
- Министерство на финансите – Стоян Данев

Правителство на Александър Стамболийски (6 октомври 1919 – 23 юни 1923) – коалиция с БЗНС и Народна партия
- Министерство на финансите – Стоян Данев

## Лидери
- 1884 – 1897: Драган Цанков
- 1897 – 1920: Стоян Данев

## Видни дейци
- Петър Абрашев (1866 – 1930)
- Марко Балабанов (1837 – 1921)
- Константин Величков (1855 – 1907)
- Стоян Данев (1858 – 1949)
- Тодор Икономов (1835 – 1892)
- Александър Людсканов (1854 – 1922)
- Димитър Моллов (1846 – 1914)
- Александър Радев (1864 – 1911)
- Михаил Сарафов (1854 – 1924)
- Антон Франгя (1856 – 1917)
- Димитър Христов (1871 – 1944)
- Драган Цанков (1828 – 1911)